# Islas Kai Hai
Las islas Kai Hai (en inglés: Kai Hai Islands) son un archipiélago de 3 islas en el río Gambia, en el oeste de África parte del país de Gambia.
Las islas Kai Hai se encuentran cerca de catorce kilómetros río abajo de la isla de Janjanbureh y a quince kilómetros de las islas Baboon.
La más grande, es plana, aluvial y tiene seis kilómetros de largo y 1 kilómetro de ancho.
Las islas, están cerca del pueblo de Ba Brikama, no están habitadas y tiene una pequeña parte destinada a la agricultura, por ejemplo, para el cultivo de arroz. Muchas especies de aves se encuentran en el archipiélago. Se localizan en las coordenadas geográficas 13°33′N 14°53′O / 13.550, -14.883.